# ادريانو سوفري
ادريانو سوفري (بالإيطالية: Adriano Sofri) (تريستا ، 1 أغسطس 1942) هو صحفي وكاتب وسياسي إيطالي ، وزعيم سابق للحزب «النضال المستمر» (Lotta continua). ناشط في الحركة اليسارية الإيطالية منذ الستينات. (كان يعمل في مجلة الطبقة العاملة) ، وكان من بين مؤسسي سلطة العمال (Potere operaio)، ليصبح بعد ذلك رئيس لجنة الاعلام التدريب للنضال المستمر الذي حل عام 1976. حكم علية بالسجن لمدة 22 عاما، وبعد جدل وعملية قضائية طويلة، اتهم باغتيال مفوض الشرطة لويجي كالابريزي (Luigi Calabresi).
في صحيفة النضال المستمر سوفري اتهم كالابريزي بوفاة الفوضوي جوسيبي بينيلي الذي وقع من نافذة مركز شرطة ميلانو أثناء استجوابه بشأن مذبحة ساحة فونتانا (strage di piazza fontana).
في الثمانينات سوفري تخلى عن التشدد السياسي ، وكرس وقته في نشر مقالات في الميدان السياسي والتاريخي .

## روابط خارجية
- ادريانو سوفري على موقع مونزينجر (الألمانية)